# Gerd Karlick

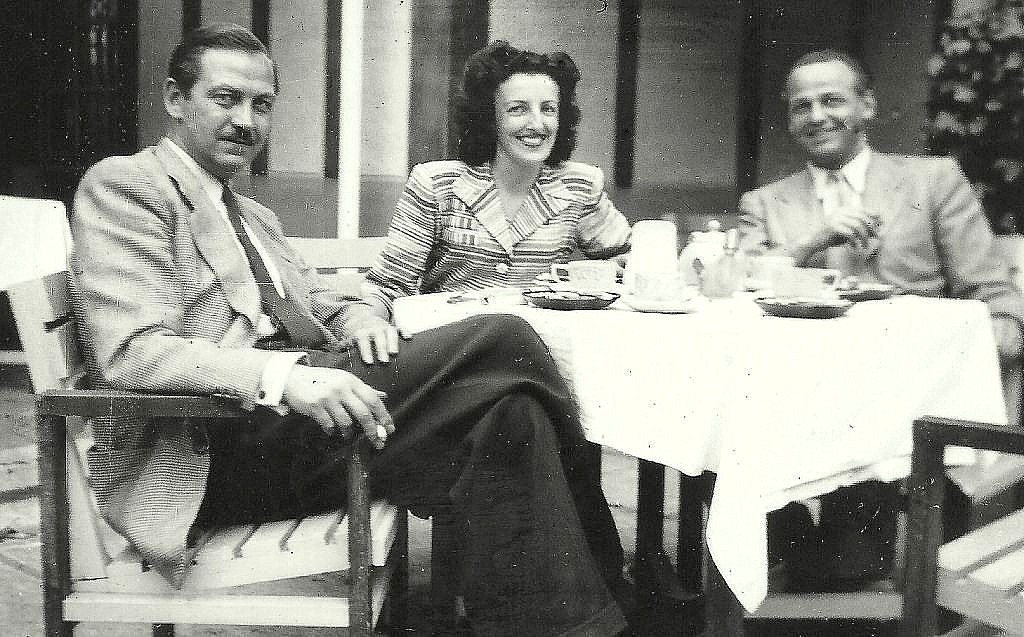
Joe Hajos mit Irène Élisabeth Reinert und Gérard Carlier (links) 1946

Eugen Artur Gerhard „Gerd“ Karlick, später Gérard Carlier (* 20. Dezember 1905 in Königsberg; † 7. November 1975 in Paris), war ein deutscher Schlagertexter und Drehbuchautor. Er schrieb u. a. Texte für die Comedian Harmonists.

## Bekannte Lieder
- Ich hab für Dich 'nen Blumentopf bestellt (Bootz/Karlick) – 1930
- Wie schnell vergißt man, was einmal war (Bootz/Karlick) – 1931
- Reg' Dich nicht auf, wenn mal was schief geht (Bootz/Karlick) – 1931
- Hasch' mich, mein Liebling, hasch' mich (Glanzberg/Karlick) – 1931
- Einmal wird Dein Herz mir gehören (Glanzberg/Karlick) – 1931
- Schöne Isabella aus Kastilien (Bootz/Karlick) – 1932
- Die ersten Blumen im Mai (Tango) – 1932
- Ich bin so scharf auf Erika (Fox) (Bootz/Karlick)
- Wenn die Sonja russisch tanzt